# Miltinus cardinalis
Miltinus cardinalis är en tvåvingeart som beskrevs av Gerstaecker 1868. Miltinus cardinalis ingår i släktet Miltinus och familjen Mydidae. Inga underarter finns listade i Catalogue of Life.